# Federació Togolesa de Futbol
La Federació Togolesa de Futbol (FTF) —en francès: Fédération Togolaise de Football— és la institució que regeix el futbol a Togo. Agrupa tots els clubs de futbol del país i es fa càrrec de l'organització de la Lliga togolesa de futbol i la Copa. També és titular de la Selecció de futbol de Togo absoluta i les de les altres categories.
Va ser formada el 1960.
- Afiliació a la FIFA: 1964
- Afiliació a la CAF: 1963
- Afiliació a la WAFU: 1975